# Lithodidae
A Lithodidae a felsőbbrendű rákok (Malacostraca) osztályának tízlábú rákok (Decapoda) rendjébe, ezen belül az úszórákok (Pleocyemata) alrendjébe tartozó család.

## Rendszerezés
A családba az alábbi 10 nem tartozik:
- Cryptolithodes Brandt, 1848
- Glyptolithodes Faxon, 1895
- Lithodes Latreille, 1806 - típusnem
- Lopholithodes Brandt, 1848
- Neolithodes A. Milne-Edwards & Bouvier, 1894
- Paralithodes Brandt, 1848
- Paralomis White, 1856
- Phyllolithodes Brandt, 1848
- Rhinolithodes Brandt, 1848
- Sculptolithodes Makarov, 1934

Korábban még 7 másik taxonnév is idetartozott, azonban azok a fentiek szinonimáinak bizonyultak, vagy át lettek helyezve más családokba.